# Dialetto siceliota
Il dialetto siceliota, o dorico siciliano, fu una variante del dialetto dorico del greco antico parlato nelle colonie greche di Sicilia.
Parlavano questo dialetto i cosiddetti sicelioti (Σικελιῶται).